# Луи-Филипп I
Луи́-Фили́пп I (фр. Louis-Philippe Ier; 6 октября 1773[…], Париж — 26 августа 1850[…], Клермон-хаус, Суррей) — король французов (фр. roi des Français) в 1830–1848 годах, герцог Орлеанский под именем Луи-Филипп III (Louis-Philippe III) в 1793–1830 годах; представитель 4-го Орлеанского дома — младшей ветви династии Бурбонов, старший сын герцога Луи-Филиппа II Орлеанского (впоследствии Филиппа Эгалите). Предпоследний монарх Франции (в том числе последний, носивший королевский титул), правление которого составляет самостоятельный период в истории страны — так называемую Июльскую монархию.

## Биография

### Молодость, времена французской революции и эмиграция
Родился в Париже. Был старшим сыном герцога Луи-Филиппа-Жозефа Орлеанского, известного как Филипп Эгалите; носил сперва титул герцога Валуа, потом герцога Шартрского. С 1800 года вплоть до вступления на престол носил титул герцога Орлеанского. Большинство его предков принадлежали к разным ветвям династии Бурбонов — 9 из 16 прапрадедов и прапрабабушек Луи-Филиппа были потомками одного человека, Карла IV де Бурбона.
Под руководством госпожи Жанлис Луи-Филипп приобрёл довольно серьёзные и разнообразные знания, либеральный образ мыслей, любовь к путешествиям, привычку к простоте и выносливость. Вслед за отцом он объявил себя сторонником революции, поступил в национальную гвардию и в клуб якобинцев. В чине генерал-лейтенанта он принял участие в битвах при Вальми, при Жемаппе (1792) и при Неервиндене, где обнаружил большие военные способности и храбрость. В 1792 году Луи-Филипп отказался от своего титула и по примеру отца принял имя гражданина Эгалите. Когда Конвент издал закон об изгнании Бурбонов, то для обоих Эгалите было сделано исключение. Когда генерал Дюмурье, под начальством которого служил Луи-Филипп, изменил Республике, Луи-Филипп, хотя и не принимавший участия в заговоре, должен был оставить Францию.
Он поселился в Швейцарии вместе с сестрой Аделаидой и госпожой Жанлис; здесь он жил уроками географии и математики. Совершив путешествие по Скандинавии и проведя несколько лет в Америке, он переехал в 1800 году в Англию (в деревне Твикенхем близ Лондона), где жил на пенсию в 60 000 франков, выплачиваемых британским правительством. Выразив протест против казни герцога Энгиенского, Луи-Филипп тем самым подготовил почву для примирения с Бурбонами, состоявшегося после того, как он подписал декларацию покорности своему законному государю. С этих пор с ним обращались как с принцем, хотя и относились с недоверием, тем более что он не принимал никакого участия в интригах роялистов против революционного правительства, несмотря на все настояния Гентского двора.
В 1809 году Луи-Филипп переехал на Сицилию, где женился на Марии Амалии, дочери Фердинанда Неаполитанского. Затем он ездил в Испанию, где хотел принять участие в борьбе против Наполеона, мечтая получить испанскую корону; эта мечта не осуществилась, как и мысль о короне Ионических островов.

### Жизнь при Реставрации

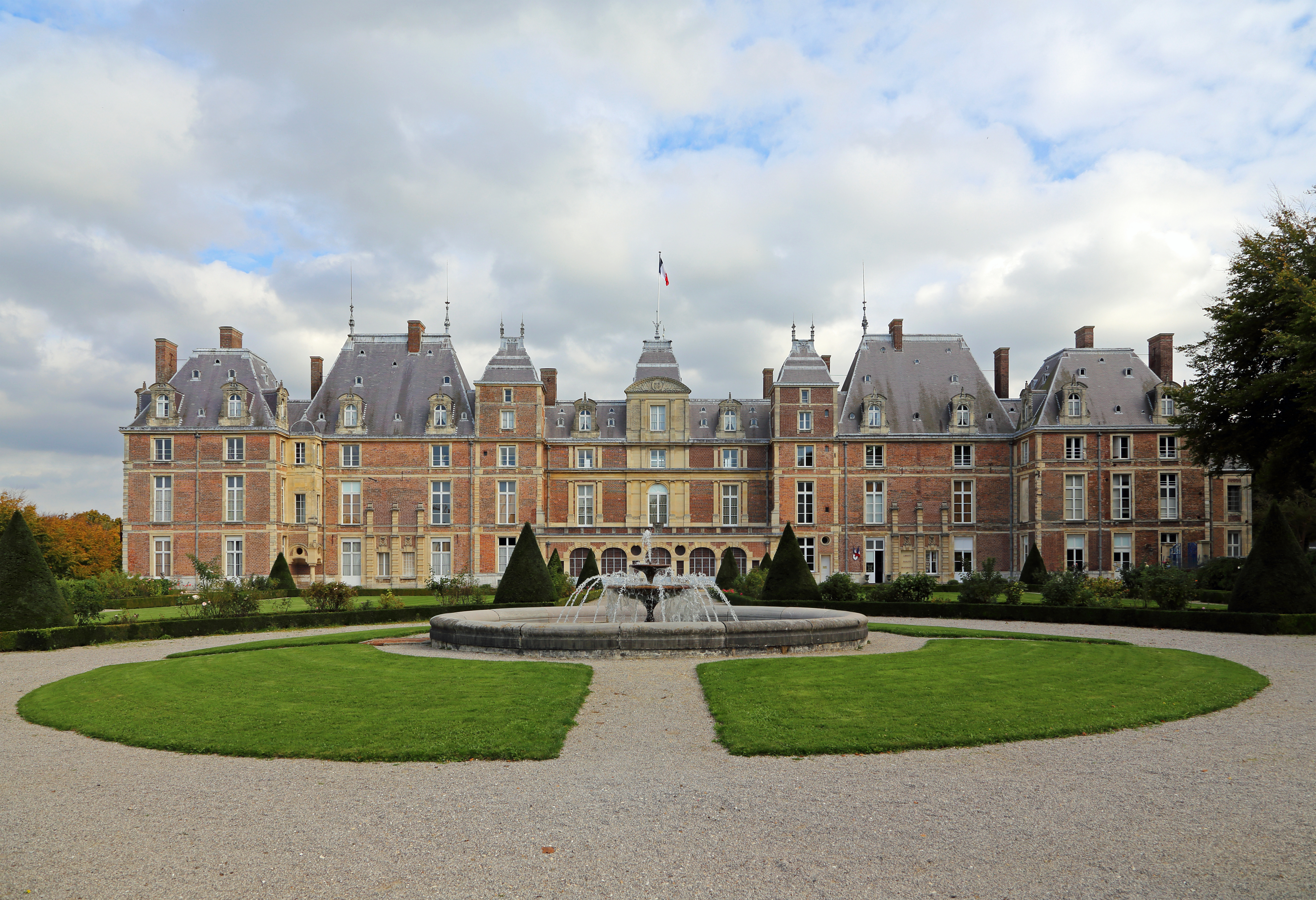
Музей Луи-Филиппа в Э занимает его любимую резиденцию.

После Реставрации Людовик XVIII назначил Луи-Филиппа командующим гусарами и возвратил ему все громадные имения его отца, конфискованные во время революции. Положение его при дворе Людовика XVIII было, однако, весьма затруднительным; ему не прощали ни роли его отца во время революции, ни его собственных либеральных убеждений, от которых он никогда вполне не отрекался. Сам король ему не доверял; при возвращении Наполеона с Эльбы Луи-Филипп, назначенный было главнокомандующим Северной армии, был вынужден передать командование маршалу Мортье; он уехал в Великобританию, после вторичного падения Наполеона вернулся в Париж и занял место в палате пэров. Тут он решительно высказался против реакционных мер нового правительства, за что ему приказано было выехать за границу; пробыв пару лет в Твикенхеме, он лишь в 1817 году получил окончательное разрешение вернуться во Францию. После того как Людовик XVIII восстановил военное звание Луи-Филиппа и вернул ему земельные владения, которые принадлежали дому Орлеанов, герцог быстро разбогател; в 1820-е годы его состояние составляло приблизительно 8 000 000 франков. Своих детей он отправил учиться в колледж Генриха IV, что прибавило ему популярности в среде буржуазии, чьи дети получили возможность учиться вместе с принцами крови. Вожди оппозиции скоро стали обращать на него свои взоры, тем более, что ещё раньше о нём нередко говорили как о возможном короле. Его дворец, Пале-Рояль, был постоянным сборным пунктом для выдающихся деятелей литературы, науки и политики; его салон носил умеренно-оппозиционный отпечаток, здесь Луи-Филипп принимал видных деятелей либеральной партии, в числе которых были банкир Жак Лаффит, сатирик Пьер-Жан де Беранже, ветеран наполеоновских войн генерал Фуа. Но сам Луи-Филипп держал себя по отношению к царствующему дому строго корректно и стоял в стороне от всех заговоров в его пользу. В отличие от Людовика XVIII, его преемник Карл X не стремился дистанцироваться от бывшего «гражданина Эгалите» и после вступления на престол присвоил герцогу Орлеанскому титул королевского высочества.

### Революция 1830 года

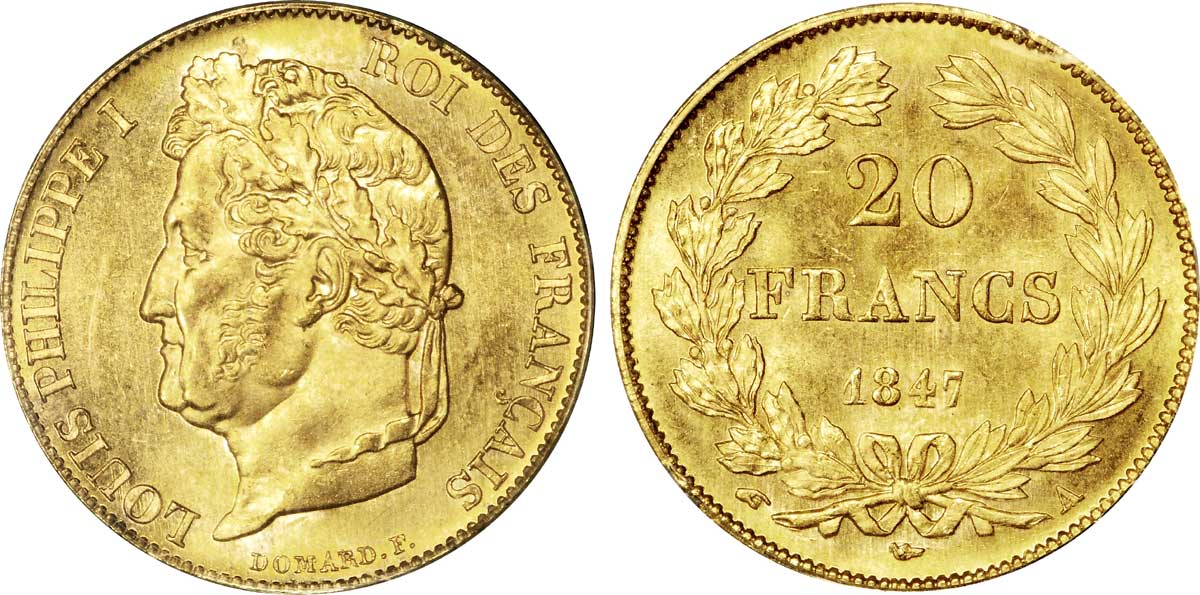
Луи-Филипп I

В 1830 году, незадолго до революции, он уехал из Парижа в Нейи; в самые тревожные дни его нельзя было найти даже и там, так как под предлогом охоты он скрывался в окрестностях. Его друзья, во главе которых стояли банкир Лаффит, Тьер и др., делали, однако, своё дело, не нуждаясь в его поощрении. Утром 30 июля на улицах Парижа появились десятки тысяч прокламаций, напечатанных по инициативе Тьера, и указывавших на герцога Орлеанского как на будущего короля: «он предан делу революции, никогда не сражался против Франции, всегда поддерживал трёхцветное знамя; он получит корону от французского народа и примет хартию такою, какую желает Франция». В тот же день палата депутатов провозгласила его наместником (lieutenant-général) королевства. После некоторых колебаний Луи-Филипп принял предложенное ему звание и продиктовал прокламацию к парижскому населению, в которой объяснял свою решимость желанием предотвратить междоусобную войну и анархию. Затем он отправился в городскую ратушу: приходилось ехать по улицам, на которых толпился ещё не успокоенный народ и с которых ещё не были убраны баррикады — но Луи-Филипп, не обнаруживая ни малейшего волнения, пробирался верхом через толпу народа, пожимая руки направо и налево. В ратуше его встретил Лафайет во главе временного правительства. После коротких переговоров Лафайет, успокоившийся на фразе «Луи-Филипп — лучшая из республик», вышел вместе с ним, держа в руках трёхцветное знамя, на балкон ратуши. Толпа восторженно приветствовала Луи-Филиппа, который немедленно утвердил в министерских должностях всех комиссаров, назначенных временным правительством: Лафайета он оставил начальником национальной гвардии. Карл X, узнав о событиях в Париже, послал Луи-Филиппу письмо, в котором отрекался от престола в пользу своего внука, герцога Бордоского, а до совершеннолетия последнего назначал Луи-Филиппа регентом. Луи-Филипп немедленно сообщил палатам об отречении Карла X, но скрыл информацию о его условиях. 7 августа палата предложила Луи-Филиппу корону, которую тот и принял 9 августа.

### Правление

Королевский герб до 1831 года

С этих пор начинается правление «короля-гражданина» и вместе с тем господство буржуазии; в её руки перешла власть, и пользовалась ею она чрезвычайно близоруко (право голоса и после пересмотра хартии принадлежало менее чем полумиллиону граждан). Правительство старалось наполнять палату своими креатурами; места на государственной службе раздавались пристрастно, смещения за политические убеждения были обыкновенным явлением. Девизом правления были знаменитые слова: «enrichissez-vous» (обогащайтесь!).

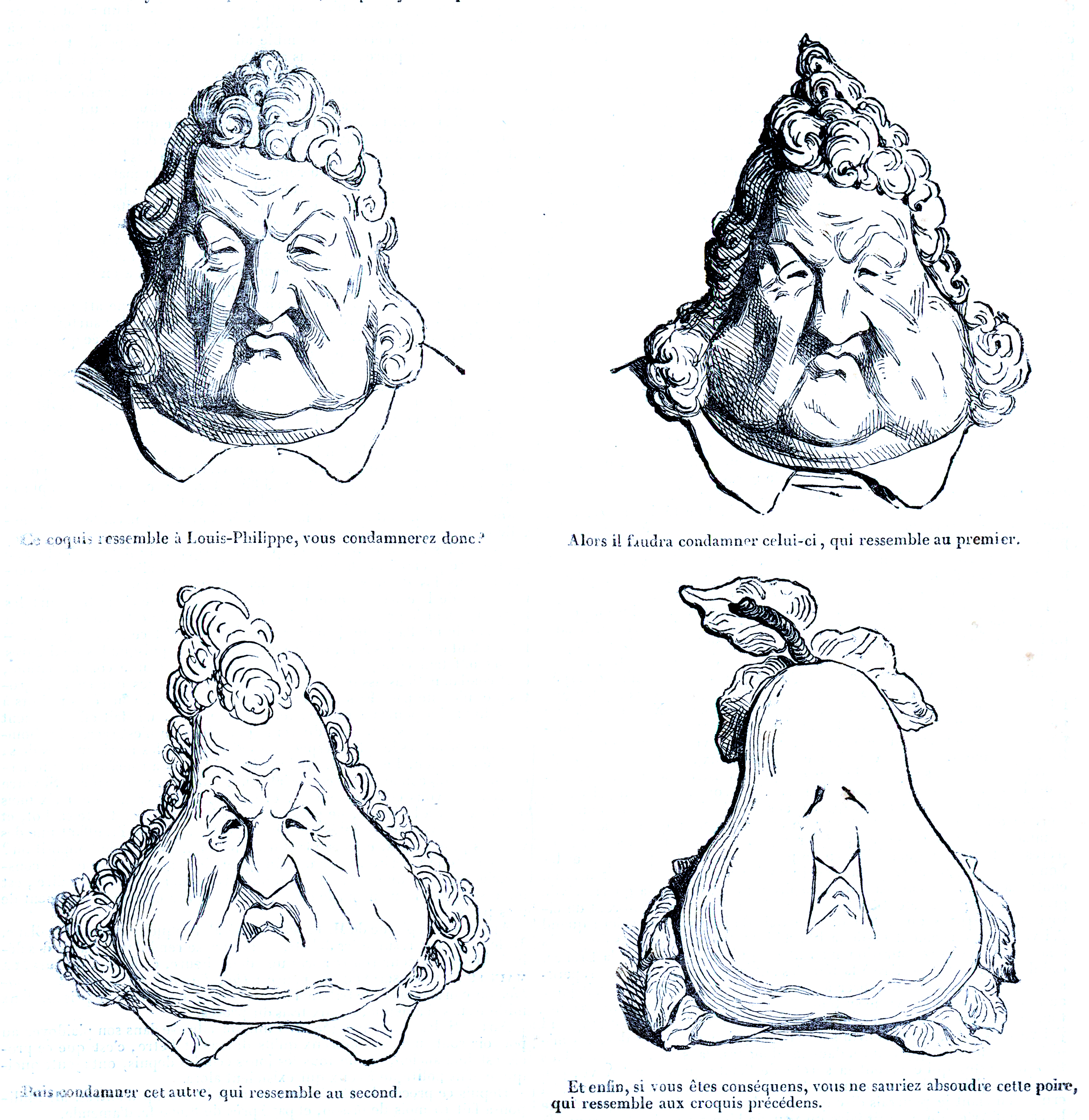
Знаменитые карикатуры 1831 года на Луи-Филиппа, превращающегося в грушу, отражали падение его популярности. (Оноре Домье, по рисунку Шарля Филипона, за который тот был посажен в тюрьму)

Сам Луи-Филипп соответствовал идеалу короля для буржуазии: он был прекрасный семьянином, образцово устраивавшим свои личные и в особенности имущественные дела; на войне он отличался храбростью, но войны не любил. Его упрекали в скупости, хотя он жил на широкую ногу. Он значительно увеличил то громадное наследство, которое получил от отца. Вступая на престол, он не присоединил своих имений к государственным имуществам, как это делали короли Бурбоны, а дарственными записями закрепил большую его часть за своими детьми. Он не отказался принять сомнительно полученное наследство, перешедшее к одному из его сыновей, герцогу Омальскому, от последнего принца Конде, вскоре после Июльской революции покончившего жизнь самоубийством или, может быть, убитого собственной любовницей баронессой Фешер, благодаря сделке которой с Луи-Филиппом и его женой и было составлено это завещание. Сам король отличался безусловной личной честностью, но в его правительстве царила коррупция, о чём свидетельствовал длинный ряд скандальных процессов.
На жизнь короля было сделано множество покушений (так 26 июня 1836 года Алибо выстрелил в короля, и пуля пролетела буквально в нескольких сантиметрах от его головы), из которых адская машина Фиески в 1835 году возбудила особенный ужас во всей Европе и реакцию во Франции, выразившуюся, между прочим, в новом законе о печати и в реформе суда присяжных.
В иностранной политике Луи-Филипп обнаружил те же черты характера, что и в своей семейной жизни: для укрепления влияния Франции за границей он создавал проекты брачных союзов между членами его семьи и иностранными принцами и принцессами. Уступчивый по отношению к могущественным державам Европы, он настойчиво проводил свои требования, когда имел дело с более слабыми государствами (Швейцария, Мексика). Особенно повредили ему в общественном мнении так называемые испанские браки, из-за которых расстроились дружеские отношения его к Англии.
В то же время правление Луи-Филиппа было отмечено научно-техническим и социальным прогрессом; во Франции произошла промышленная революция, ручной труд постепенно заменялся техническим, были проведены четыре крупные железнодорожные линии, завершено строительство судоходного канала Рона — Рейн, объединившего север и юг Франции, отменены телесные наказания в учебных заведениях, начато преобразование пенитенциарной системы, заложены основы народного образования (каждая община предоставляла здание для школы и жалование учителю), ускорилось производство резины, каменного угля, листового железа, чугуна, возросло количество сельскохозяйственной продукции, началось использование паровых машин. В 1847 году вся промышленная продукция Франции оценивалась в 4 миллиарда франков.

### Свержение
Министерство Гизо было эпохой застоя, подготовившего Февральскую революцию. 24 февраля 1848 года Луи-Филипп после продолжительных колебаний подписал отречение от престола в пользу своего внука, графа Парижского, но поздно: была провозглашена республика. Луи-Филипп снова бежал в Великобританию, где умер 26 августа 1850 года в загородном особняке Клермонт южнее Ишера, графство Суррей. Первоначально он был похоронен в часовне Святого Карла Борромео в Уэйбридже, а в 1876 году его останки и останки его жены были перевезены во Францию и похоронены в Королевской капелле в Дрё. У него осталась многочисленная семья (см. Орлеанская династия).

## Образ в кино
- «Вернемся на Елисейские поля[фр.]» (Франция, 1938) — актёр Андре Марней[фр.]
- «Хромой дьявол» (Франция, 1948) — актёр Филипп Ришар
- «Виктория» (Великобритания, 2016 - 2019) – Брюно Волкович (2 сезон), Винсент Риган (3 сезон)

## В литературе
- Достаточно подробно образ Луи-Филиппа и его правление описаны в романе Виктора Гюго «Отверженные».

## Семья
В 1809 году Луи-Филипп женился на Марии Амалии Бурбон-Сицилийской, дочери короля Обеих Сицилий Фердинанда I. Дети:
- Фердинанд Филипп (1810—1842), герцог Орлеанский, женат на Елене Мекленбург-Шверинской;
- Луиза Мария (1812—1850), замужем за королём Бельгии Леопольдом I[8];
- Мария (1813—1839), замужем за Александром, герцогом Вюртембергским;
- Луи Шарль Филипп (1814—1896), герцог де Немур, женат на Виктории Саксен-Кобург-Кохари;
- Франсуаза (1816—1818);
- Клементина (1817—1907), замужем за Августом Саксен-Кобург-Кохари, мать царя Болгарии Фердинанда I;
- Франсуа (1818—1900), принц де Жуанвиль, женат на Франческе, принцессе Бразильской, дочери императора Педру I;
- Шарль (1820—1828), герцог де Пентьевр;
- Генрих (1822—1897), герцог Омальский, женат на Марии Каролине Бурбон-Сицилийской;
- Антуан (1824—1890), герцог де Монпансье, женат на Луизе Фернанде Испанской.